# József Kenyeres
József Kenyeres, madžarski rokometaš, * 2. marec 1955, Esztergom.
Leta 1976 je na poletnih olimpijskih igrah v Montrealu v sestavi madžarske rokometne reprezentance osvojil šesto mesto.
Čez štiri leta je z reprezentanco osvojil 4. mesto.